# Vultureni
Vultureni es una comuna Rumania, en el distrito de Cluj. Su población en el censo de 2002 era de 1.573 habitantes.
- Datos: Q16426251
- Multimedia: Vultureni, Cluj / Q16426251

1. ↑  Worldpostalcodes.org,código postal n.º 407595.